# Хуснутдінова Ельза Камілівна
Ельза Камілівна Хуснутдінова (башк. Эльза Камил ҡыҙы Хуснутдинова (24 травня 1954 , Уфа ) — російський учений, доктор біологічних наук, професор, академік Академії наук РБ, т. в. о. директора Інституту біохімії і генетики Уфимського Наукового центру РАН. Є одним з провідних фахівців Російської Федерації в області популяційної та медичної генетики.

## Біографія
Ельза Камілівна народилася в місті Уфа в родині директора сільської школи, а згодом відомого вченого — доктора педагогічних наук, професора К. Ш. Ахіярова . За національністю башкирка . Згодом сім'я Ельзи Камілівни перебралася в місто Бирск, куди її батько був переведений на посаду проректора Бірського педінституту. Там вона закінчила школу. Мати Ельзи, вчитель біології, зуміла прищепити дочки інтерес до свого предмету, що стало причиною її вступу на біологічний факультет БашГУ . Незабаром молода амбіційна дівчина, зацікавившись генетикою, продовжує навчання в аспірантурі в Москві. Чоловік Асхат також вступив до Інститут імені Плеханова . До закінчення аспірантури, незважаючи на пропозицію залишитися в Московському медико-генетичному центрі, Ельза твердо вирішила повернутися в Уфу.

## Наукова діяльність
У 1981 році перед Ельзою Хуснутдіновою відкриває двері Відділ біохімії та цитохімії Уфимського наукового центру Російської академії наук. Через 13 років у відділі вдається відкрити лабораторію з вивчення структури генофонду народів Волго-Уральського регіону, спадкових захворювань населення Башкортостану і багатофакторних патологій. Обрані напрямки дослідження були дуже актуальними. Територія Волго-Уральського регіону, що була ареною активного формування і взаємодії багатьох народів, залишалося мало вивченою. Співробітники лабораторії брали кров у представників корінних народів у п'яти поколіннях, виділяли ДНК і вивчали. В результаті вперше дана молекулярно-генетична характеристика положення уральського генофонду в світовому розподілі частот генів. Встановлено відмінності і близькість тих чи народів регіону. Стало відомо, що в етногенезі башкир присутні фіно-угорський, тюркський і індо-іранський компоненти, що підтвердило гіпотези етнографів, антропологів і археологів. Також у башкир у високій концентрації були виявлені гени, властиві баскам і англосаксів . Особливу увагу Ельза Камілівна приділяла вивченню молекулярної природи спадкових і вроджених захворювань населення Башкортостану.
Дослідженням і розробкам вченої приділили увагу міжнародні наукові центри. Було укладено договір про спільні дослідження з лабораторією молекулярної генетики людини Мюнхенського університету, Ельза Камілівна прийнята в члени Європейського товариства генетиків, введена в міжнародне товариство «Геном людини».
Займається вивченням і розвитком в Уфі ДНК-діагностики хвороб, що виявляють спадкові і мультифакторіальні захворювання на ранніх стадіях. Під її керівництвом впроваджено в практику методи медико-генетичного консультування . Щорічна економічна ефективність ДНК-діагностики оцінюється приблизно в три тисячі доларів на одного хворого.
Ельзі, як завідувачки відділу, доводиться стикатися низкою проблем, таких як недолік фінансування, слабкою підготовкою претендентів в аспіранти.
Е. К. Хуснутдинова підготувала 84 кандидатів наук і 8 докторів наук. В даний час є членом Ради при президенті РФ з науки і освіти .

## Наукові роботи
За період наукової роботи вона опублікувала 750 наукових праць, в тому числі 15 монографій, 10 патентів. З них 470 в центральній пресі і 234 публікацій в зарубіжній пресі. Наукову діяльність успішно поєднує з педагогічною роботою в вузах — Башкирському державному університеті, Башкирському державному педагогічному університеті та Башкирському медичному університеті .

## Сім'я
Чоловік Хуснутдинов Асхат Ахметжановіч, випускник авіаційного інституту, кандидат економічних наук. Працює в Національному банку РБ . Є сини, старший — Радмір. У своїх інтерв'ю Ельза Камілівна говорила, що вона дуже вдячна за підтримку своєму чоловікові, і впевнена, що доля подарувала їй гарну сім'ю.

## Цікаві факти
- За словами Ельзи Камілівни у неї є мрія — відкрити в Уфі центр допологової діагностики.
- У Ельзи є сестра-близнючка.
- У шкільні та студентські роки Ельза захоплювалася спортом — добре бігала на короткі дистанції, займала призові місця в лижних змаганнях.
- Незважаючи на критичне ставлення до змішаних шлюбі в республіці, професор Хуснутдинова висловлюється на їхню підтримку, гадаючи, що при змішаних шлюбах найменш ймовірно збіг частот мутацій.
- Ельза Хуснутдинова дала позитивний висновок на православний підручник біології для 10-11 класу С. Ю. Вертьянова (видавництво Свято-Троїцької Сергієвої Лаври)[5] . Однак вона сама цю інформацію спростувала[6] .

## Нагороди
- Заслужений діяч науки Російської Федерації
- Заслужений діяч науки РБ
- премія імені академіка А. А. Баєва
- премія координаційної ради Міністерства науки РФ
- низка інших нагород.